# جايسون يورك
جايسون يورك هو لاعب هوكي الجليد كندي، ولد في 20 مايو 1970 في Nepean, Ontario ‏ في كندا.

## وصلات خارجية
- جايسون يورك على موقع دوري الهوكي الوطني (الإنجليزية)
- جايسون يورك على موقع EliteProspects.com (الإنجليزية)
- جايسون يورك على موقع Eurohockey.com (الإنجليزية)
- جايسون يورك على موقع HockeyDB.com (الإنجليزية)
- جايسون يورك على موقع Hockey-Reference.com (الإنجليزية)